# Heroónpolis
Heroónpolis o Heroópolis, nombre helenizado de la antigua ciudad que fue capital del VIII nomo del Bajo Egipto.
|  |

Nombre egipcio: Pi-Tum o Per-Atum "Casa de Atum". Nombre griego: Heroónpolis Ἠοώων πόλις o Ἡρώ (Estrabón). Nombre bíblico(?): Pitón (hebreo: פיתום). Nombre árabe: Tell el-Masjuta. 
Heroónpolis fue una importante antigua ciudad situada al este del delta del Nilo, cerca de la desembocadura del canal que unía el río Nilo con el mar Rojo, el Canal Real (Ἡρωοπολίτης κόλπος , Ptol. v. 17. § 1, Latín: Heroopoliticus Sinus), y aunque no estaba en la costa, sino con rumbo norte de los lagos Amargos, Heroónpolis era de suficiente importancia como plaza comercial, dando su nombre a la rama del mar Rojo.

## Pitón
Posiblemente Heroónpolis era Pitón, una de las ciudades mencionada en el Éxodo 1:11, la que fue ordenada construir por el faraón de la opresión con el trabajo forzado de los israelitas. Sin embargo, otros egiptólogos identifican la ciudad con el sitio de Tell el-Retabah.

## Restos arqueológicos
Según Édouard Naville, estaba al este de Uadi Tumilat, al sudoeste de Ismailia, quien descubrió un muro de la ciudad, un templo en ruinas, y los restos de una serie de edificios de adobe con muros muy gruesos y que constaban de cámaras rectangulares de distintos tamaños, sólo con aperturas en la parte superior y sin ningún tipo de entradas laterales. Estas se piensa que eran, posiblemente, los graneros o cámaras de suministro del ejército cuando realizaba expediciones hacia el norte o hacia el este.